# Allaine
Die Allaine (deutsch früher Hall), im Unterlauf Allan, ist ein rund 58 km langer rechter Nebenfluss des Doubs. Die Quelle der Allaine befindet sich in der Schweiz, ihre Mündung in Frankreich.
Der Fluss wird 1218 unter dem Namen iuxta fontem Allans erstmals schriftlich erwähnt, 1774 erscheint die Schreibweise Alin. Die Etymologie des Wortes entstammt vermutlich dem Keltischen. Die Deutung ist unsicher. Möglicherweise bedeutet der Name 'wo ernährt wird (z. B. durch Fischfang)' oder 'kleiner Fluss'.
Die Allaine ist der Hauptfluss der Ajoie im Kanton Jura. Sie entspringt auf dem Ortsgebiet von Charmoille auf rund 540 m ü. M. in den Hügeln des Nordjuras, welche gleichzeitig die Wasserscheide zwischen den Einzugsgebieten von Rhein und Rhone markieren. Der Fluss tritt nach wenigen Kilometern bei Charmoille in das breite und fruchtbare Becken der Allaine am Nordfuss des Kettenjuras ein. Kurz vor Alle nimmt die Allaine von links den Ruisseau de l'Erveratte auf, einen Bach, der sein Quellgebiet in der Region des Les Rangiers-Passes hat.

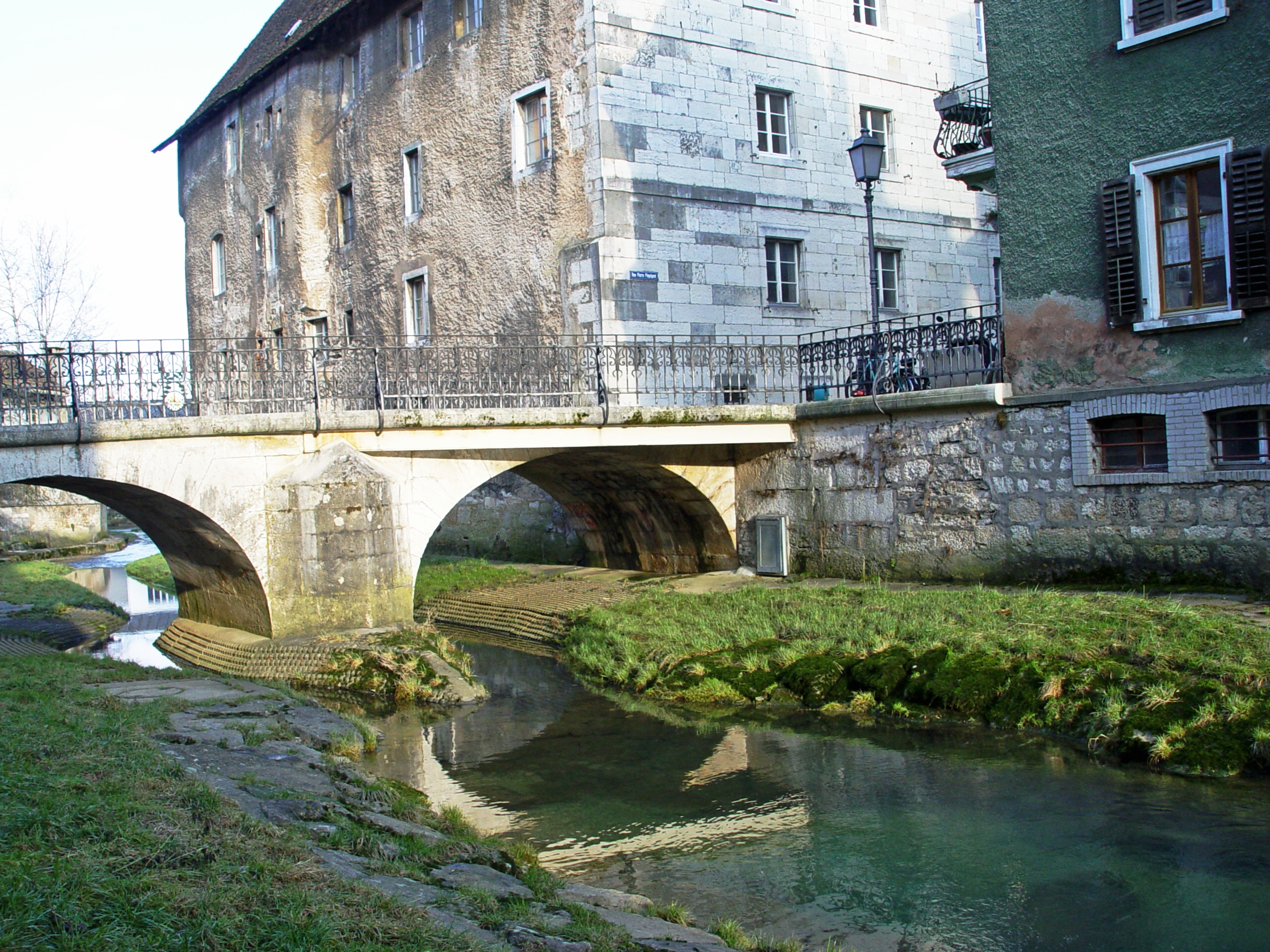
Der Creugenat kurz vor seiner Einmündung in die Allaine in der Innenstadt von Porrentruy

In Porrentruy erhält die Allaine Zufluss durch die kanalisierte Ajoulote. Diese fließt nur periodisch oberirdisch aus der Quelle des Creugenat, meist nach langanhaltenden Regenfällen oder in Zeiten intensiver Schneeschmelze. Ansonsten gelangt das Wasser unterirdisch zur Allaine. In der Innenstadt von Porrentruy mündet der Bach Le Bacavoine in die Allaine, welcher ebenfalls kanalisiert ist und teilweise unter den Gebäuden und Straßen der Stadt fließt. Gleich nach der Einmündung von Ajoulote und Bacavoine macht die Allaine einen scharfen Knick nach Norden und durchquert nun in einem Tal mit einer 300 bis 800 m breiten Niederung die Tafeljurahochflächen der Ajoie. Unterhalb von Boncourt verlässt sie nach 28 km Wegstrecke die Schweiz und tritt bei Delle in das französische Territoire de Belfort über.
Ab hier weitet sich das Tal zu einer mehr als 1 km breiten Niederung, die von sanften Höhen umgeben ist. Hier mündet von rechts die Coeuvatte, die ihren Ursprung ebenfalls in der Schweiz hat. Die Allaine wendet sich nun allmählich wieder nach Westen und erreicht bei Morvillars die Senke, die der Canal du Rhône au Rhin im Bereich der Wasserscheide der Burgundischen Pforte benutzt.
Nach der Mündung der Bourbeuse und dem Übertritt in das Département Doubs nimmt der Fluss den Namen Allan an. Dieser fließt zusammen mit dem Kanal durch die Agglomeration von Montbéliard, nimmt dabei die Savoureuse (bedeutendster Zufluss, der in den Vogesen entspringt) und die Lizaine auf. Bei Voujeaucourt am Nordrand des Juras mündet der Allan schließlich in den Doubs.
Vor allem im Schweizer Abschnitt weist die Allaine eine geringe Wasserführung auf. Hier hat sie nur unbedeutenden Zufluss aus Seitenbächen, denn der karstige Boden erlaubt das Versickern des gefallenen Niederschlagswassers an Ort und Stelle. Dafür erhält sie das Wasser der unterirdisch fliessenden Gewässer Ajoulote (bei Porrentruy) und Milandrine (bei Boncourt).
Das Wasser der Allaine wird an mehreren Orten für Mühlen, Sägereien und Fischzucht genutzt. In Frankreich speist der Fluss den Canal du Rhône au Rhin und ist Wasserlieferant für einige Fabriken in der Agglomeration Montbéliard.

## Brücken

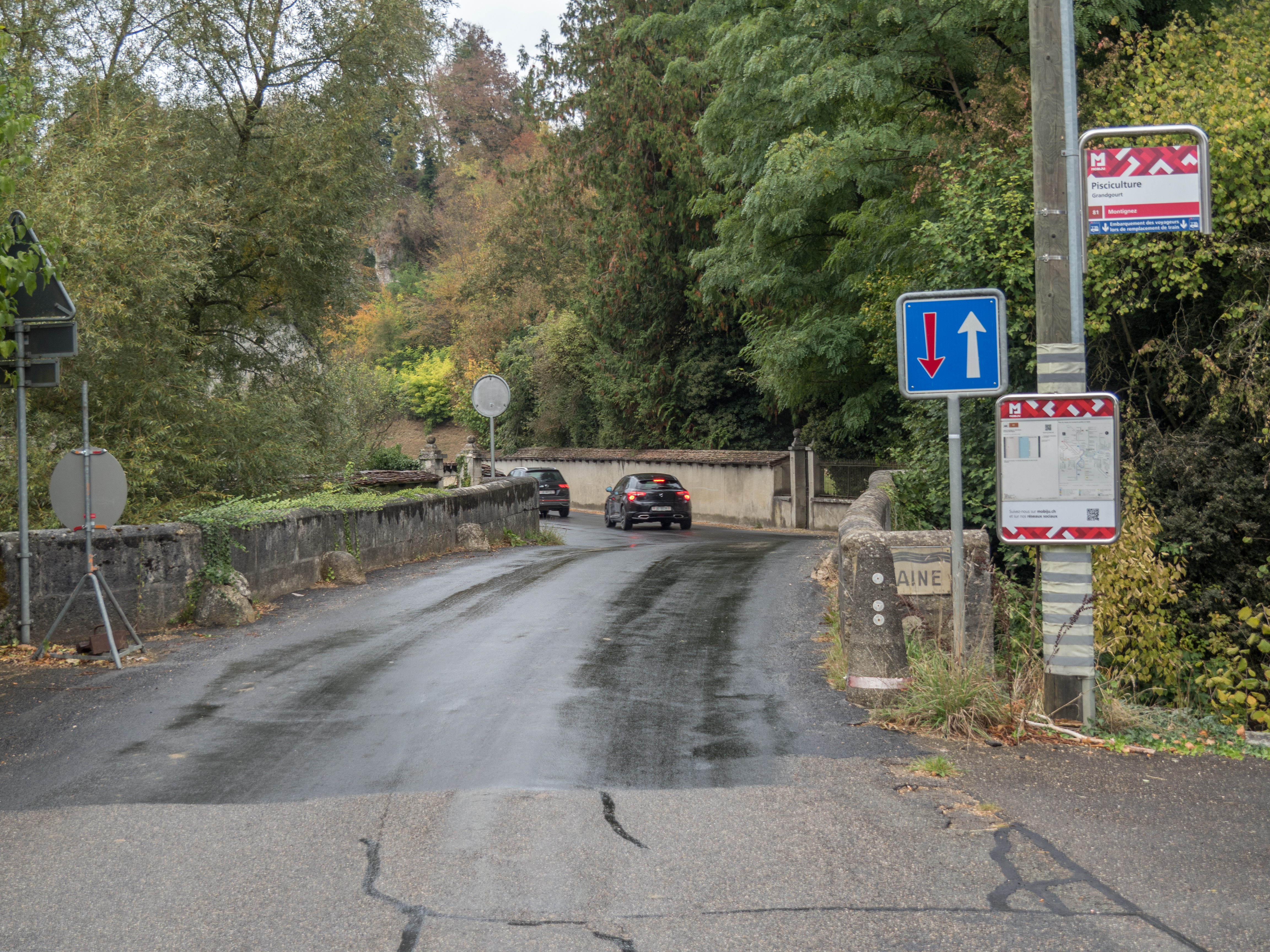
Steinbogenbrücke von 1770 in Grandgourt bei Courtemaîche

In der Ajoie im Kanton Jura wird die Allaine von rund 80 Brücken überquert. Der Fluss wird von der Bahnstrecke Delémont–Delle fünfmal und von der Hauptstrasse 6 viermal passiert. 